# 山瑞哥哥
山瑞哥哥，一般读作山瑞果果、山瑞，上海方言，意思是傻瓜、呆子。

## 扩展阅读
- 豆瓣网-天涯同命鸟 (1986) （页面存档备份，存于）